# 威廉·库贝

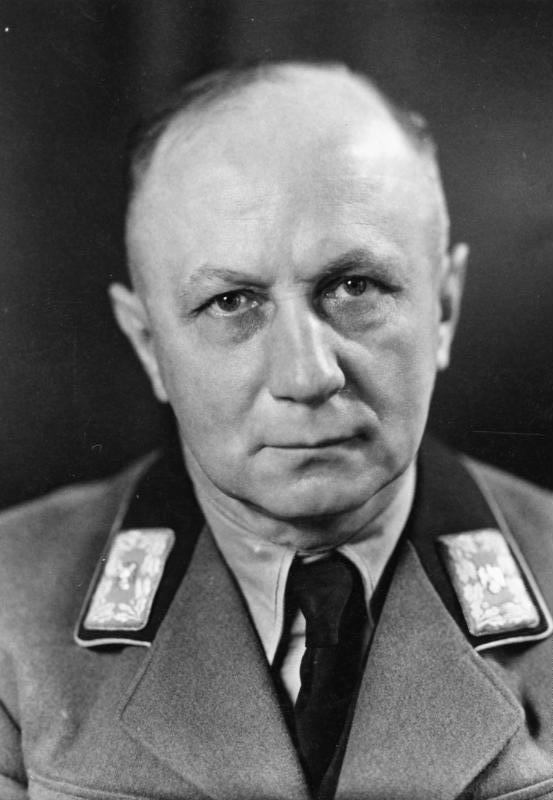
威廉·库贝

威廉·库贝（Wilhelm Kube ，1887年11月13日－1943年9月22日）是一位納粹德國官员。纳粹掌权初年，库贝曾是德意志基督徒的重要人物。二战期间，库贝在苏联当上了德方占领当局的高官，官至白鲁塞尼亚总区总督。1943年，参与了納粹大屠殺的库贝在明斯克遇刺身亡，之后德方对明斯克市民进行了残忍报复。
威廉·库贝持极端反犹太主义立场并曾参与多起针对犹太人的战争罪行的库贝曾说过这样的话：“犹太人之于白种人，就像瘟疫和梅毒之于全人类。”但库贝在明斯克任职期间曾试图保护德意志族犹太人（他认为这些人在文化上与德国人更为接近），对他们的态度相对温和，但最终基本没救下过几个德裔犹太人。在库贝的计划中，明斯克全城将被夷平，取而代之的是一座名为“阿斯加德”（Asgard）的德意志人定居点。